# Foliant

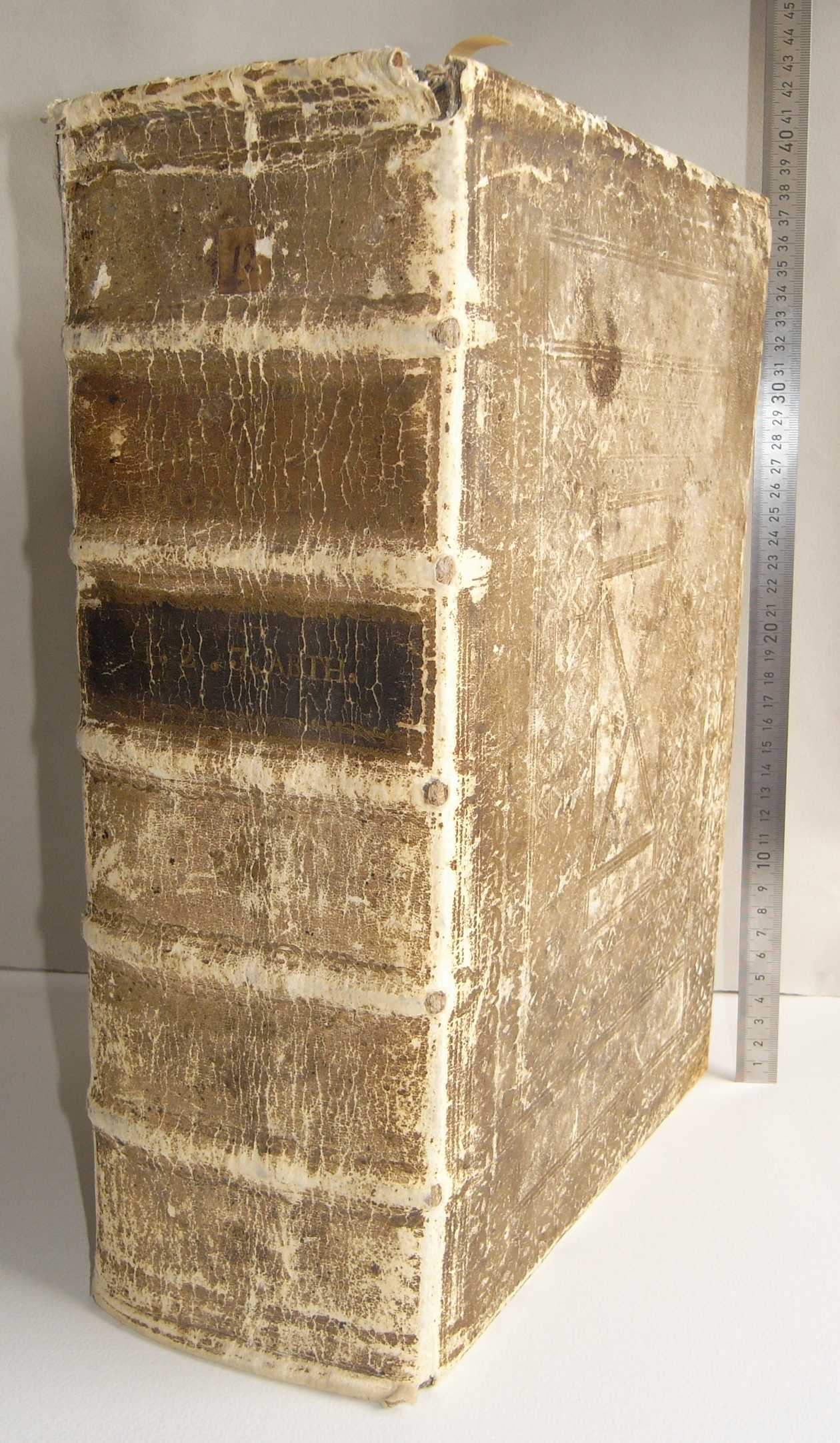
En 38cm hög Foliant från 1806.

Foliant (från latinets folium, ”blad”) kallas en bok i stort format. På bibliotek sorteras i dag en bok som foliant om den har en höjd på minst 26 cm.

## Historia
Fram till ungefär 1800-talets första hälft var folioformat eller folio, ibland skrivet 2:o, egentligen en teknisk term och inte en storleksangivelse. Den innebär att varje pappersark som används vid tryckningen viks mitt på så att det bildar två blad i den färdiga boken. Men eftersom papper under denna tid framställdes för hand och i en och samma standardstorlek, var böcker i folioformat – så kallade folianter – ungefärligen lika stora. Storleken är större än ett A4-blad. Med modern definition är storleken över 35 cm (med nya pappersstorlekar). Det fanns även böcker, framförallt illustrerade böcker och kartverk, där pappret inte veks alls eller där flera ark sammanfogades till ett blad i boken. Dessa kallas ibland för elefantfolio eller imperialfolio.